# Florent du Bois de La Villerabel
Florent-Michel-Marie-Joseph du Bois de la Villerabel (Saint-Brieuc, 29 settembre 1877 – Saint-Brieuc, 7 febbraio 1951) è stato un arcivescovo cattolico francese.

## Biografia
Florent Michel Marie Joseph du Bois de La Villerabel nacque a Saint-Brieuc il 29 settembre 1877. Era cugino di monsignor André du Bois de La Villerabel, vescovo di Amiens dal 1915 al 1920 e arcivescovo di Rouen dal 1920 al 1936.

### Formazione e ministero sacerdotale
Terminati gli studi per il sacerdozio, il 9 giugno 1900 fu ordinato presbitero.

### Ministero episcopale
Il 7 maggio 1920 papa Benedetto XV lo nominò vescovo ausiliare di Tours e titolare di Eno. Ricevette l'ordinazione episcopale il 20 giugno successivo dal vescovo di Amiens Pierre-Florent-André du Bois de la Villerabel, co-consacranti il vescovo di Gap Gabriel-Roch de Llobet e il vescovo ausiliare di Marsiglia Léon-Auguste-Marie-Joseph Durand.
Il 21 novembre 1921 papa Benedetto XV lo nominò vescovo di Annecy.
L'11 maggio 1940 papa Pio XII lo nominò arcivescovo metropolita di Aix.
Durante la seconda guerra mondiale collaborò con il regime di Vichy e si disse favorevole al servizio di lavoro obbligatorio, al sequestro e al trasferimento nella Germania nazista di centinaia di migliaia di lavoratori francesi contro la loro volontà, al fine di partecipare allo sforzo bellico tedesco. Era un oppositore del giornale La Voix du Vatican, che criticava il governo di Vichy, ed entrò in disaccordo con il cardinale Suhard. Verso la fine del conflitto il governo del generale Charles de Gaulle chiese le sue dimissioni.
Il 13 dicembre 1944 papa Pio XII accettò la sua rinuncia al governo pastorale dell'arcidiocesi e lo nominò arcivescovo titolare di Eno. Negli anni successivi visse nell'abbazia di Solesmes e a Saint-Brieuc.
Morì a Saint-Brieuc il 7 febbraio 1951 all’età di 73 anni.

## Genealogia episcopale e successione apostolica
La genealogia episcopale è:
- Cardinale Guillaume d'Estouteville, O.S.B.Clun.
- Papa Sisto IV
- Papa Giulio II
- Cardinale Raffaele Sansone Riario
- Papa Leone X
- Papa Paolo III
- Cardinale Francesco Pisani
- Cardinale Alfonso Gesualdo di Conza
- Papa Clemente VIII
- Cardinale Pietro Aldobrandini
- Cardinale Laudivio Zacchia
- Cardinale Antonio Barberini, O.F.M.Cap.
- Cardinale Nicolò Guidi di Bagno
- Arcivescovo François de Harlay de Champvallon
- Cardinale Louis-Antoine de Noailles
- Vescovo Jean-François Salgues de Valderies de Lescure
- Arcivescovo Louis-Jacques Chapt de Rastignac
- Arcivescovo Christophe de Beaumont du Repaire
- Cardinale César-Guillaume de la Luzerne
- Arcivescovo Gabriel Cortois de Pressigny
- Arcivescovo Hyacinthe-Louis de Quélen
- Vescovo Louis-Charles Féron
- Vescovo Pierre-Alfred Grimardias
- Cardinale Guillaume-Marie-Romain Sourrieu
- Arcivescovo Léon-Adolphe Amette
- Vescovo Jules-Laurent-Benjamin Morelle
- Vescovo Pierre-Florent-André du Bois de La Villerabel
- Vescovo Florent-Michel-Marie-Joseph du Bois de La Villerabel

La successione apostolica è:
- Vescovo Raoul-Octove-Marie-Jean Harscouët (1926)
- Vescovo Léon-Albert Terrier (1938)